# NGC 3572
NGC 3572 (другие обозначения — OCL 846, ESO 129-SC1) — рассеянное скопление в созвездии Киль.
Этот объект входит в число перечисленных в оригинальной редакции «Нового общего каталога».
В скоплении имеется кольцеобразный объект, предположительно, являющийся планетарной туманностью.